# Bratići
Bratići (en serbe cyrillique : Братићи) est un village de Serbie situé dans la municipalité d'Aleksandrovac, district de Rasina. Au recensement de 2011, il comptait 72 habitants.

## Démographie
| 1948 | 1953 | 1961 | 1971 | 1981 | 1991 | 2002 | 2011 |
| ---- | ---- | ---- | ---- | ---- | ---- | ---- | ---- |
| 281  | 284  | 252  | 216  | 204  | 168  | 120  | 72   |

|  |